# Helicia coeruleopurpurea
Helicia coeruleopurpurea är en tvåhjärtbladig växtart som beskrevs av P. van Royen. Helicia coeruleopurpurea ingår i släktet Helicia och familjen Proteaceae. Inga underarter finns listade i Catalogue of Life.